# Иващенский
Иващенский — упразднённый хутор в Ипатовском районе Ставропольского края.
Основан в 1879 году как немецкая колония Бетель. Входил в состав Благодатненской и Золотарёвской волостей Ставропольского уезда Ставропольской губернии.
Снят с учёта в 1964 году. В настоящее время входит в состав села Родники как улица Иващенская.

## Варианты названия
В списках колоний, посёлков и отдельных хуторов немецких колонистов, находившихся в Ставропольской губернии по состоянию на 1916—1917 годы, данный населённый пункт значится как хутор (колония) Иващенко (Иващенская) Ставропольского уезда. В других источниках встречаются варианты Иващенкова (Бетель):3, Иващенко (Беттель):20, Иващенковский, Иващенский.
Происхождение топонима Иващенский связано с фамилией бывшего землевладельца Иващенко. Аналогичным образом были названы и некоторые другие немецкие поселения, возникшие, как и колония Бетель, при реке Большая Кугульта во второй половине XIX века: Золотарёвка — в честь генерал-майора И. Ф. Золотарёва, на землях которого в 1880-х годах поселились колонисты из Херсонской губернии:626; Мартыновка — в честь статского советника Мартынова, в конце 1860-х годов продавшего свой земельный участок выходцам из Аккерманского уезда Бессарабской области; Хубияровка — в честь помещика Хубиарова, у которого в 1896 году немецкие поселенцы купили землю под устройство колонии.
На основании списков населённых пунктов, опубликованных в книге В. Н. Кротенко «Степная колыбель героев. История Ипатовского муниципального района Ставропольского края» (2014), можно судить о том, что название Иващенко продолжало использоваться и в 1920-е годы, а к концу 1930-х годов хутор начал именоваться Иващенским.

## География
Хутор был построен на открытом месте у реки Большая Кугульта, в 80 км к северо-востоку от города Ставрополя и в 27 км к северу от села Благодатного:3. Находился между сёлами Золотарёвка и Родники Ипатовского района. Ныне на его месте расположена улица Иващенская села Родники, соединяющаяся с улицей Доваторцев села Золотарёвка.

## История
После окончания Русско-турецкой войны 1768—1774 годов в числе мер российского правительства, направленных на ускорение процесса колонизации пустующих земель Северного Кавказа (в том числе земель нынешнего Ставрополья), было заселение их иностранными колонистами, в особенности выходцами из Германии, Великобритании и ряда других стран.
14 (25) июля 1785 года императрицей Екатериной II был подписан манифест «О дозволении иностранцам селиться по городам и селениям Кавказской губернии и отправлять беспрепятственно торги, ремёсла и промыслы свои». В соответствии с этим документом колонистам, пожелавшим «основать своё жительство» в «стране Кавказской», гарантировалась надлежащая защита и получение денежных пособий для развития хозяйства, возможность широкой деятельности в области торговли и ремёсел, свобода вероисповедания, а также освобождение сроком на 6 лет от всех государственных податей.
Появление первых немецких переселенцев на Ставрополье относится ко 2-й половине XVIII века, а в XIX веке в регионе стали возникать самостоятельные поселения российских немцев.

### XIX век
Датой образования колонии Бетель считается 1879 год (по другим данным — 1878 год), но история её возникновения началась ещё раньше.
В начале 1870-х годов года группа «временно-оседлых» немцев построила колонию из 27 дворов в 150 саженях от правого берега Большой Кугульты:108. В «Описании владельческих земель, находящихся на р.р. Большой и Малой Кугульте и в смежных урочищах» (1871), составленном учёным-краеведом И. В. Бентковским, это поселение именуется Немецкой колонкой г. Иващенки:127, поскольку оно располагалось на земле генерал-майора Поликарпа Ивановича Иващенко, у которого колонисты взяли в аренду на 5 лет участок площадью 2279 десятин:91. В распоряжении немцев имелась водяная мельница:108, работавшая только в периоды прибытия дождевых и снеговых вод, а в остальное время простаивавшая:105—106. Источниками водоснабжения служили 3 колодца с хорошей водой. Кроме того, по словам Бентковского, «на сто саженей выше колонки, почти на вершине горы, под плотным слоем желто-серой глины, и последующим пластом кремнистого жёлтого песка, на глубине семи саженей, [колонисты] нашли отличную воду»:108.
Из записей в реестре землям Ставропольской губернии на трёхлетие с 1887 года следует, что земельный надел, принадлежавший П. И. Иващенко (в документе он указан как «полковник Иващенко»), впоследствии был продан по частям другим землевладельцам. Первый участок (1709 десятин) купил 30 октября 1873 года нахичеванский мещанин Василий Егорович Хубияров:24, который продал его 10 февраля 1896 года немцам, основавшим колонию Хубияровскую. Второй участок (570 десятин) был куплен 21 августа 1879 года «прусско-подданными Густавом Карловичем Кнатцем и К°» у колониста по фамилии Пишель или Бишел (по другим данным — «у помещика Иващенко 16 августа 1879 года без посредства банка»; также есть сведения о приобретении этого участка упомянутым Г. Кнатцем 14 апреля 1887 года):24. Новые поселенцы образовали здесь евангелистско-лютеранскую колонию Бетель. Подтверждение данного факта можно найти, например, в «Алфавитном списке владельцам частных земель, назначенных на 10 вёрстной карте Ставропольской губернии, составленной в 1896 году», где по номером 58 значится участок площадью 570 десятин и 120 квадратных саженей, находившийся в собственности «Бетель — колонии, Прусско-подданных: Шнейдер, Кнаух, Киршгоферов, и Гаубрих с прочими»:5.
Существуют сведения, что основателями этой колонии стали последователи так называемого «движения Исхода», организованного во второй половине XIX века пастором гессельбергской общины Самюэлем Готфридом Кристофом Клётером, который, «в соответствии с эсхатологическими представлениями, определил Северный Кавказ как одно из мест спасения на Земле».

По мысли Клётера, сторонники «движения Исхода» должны были расселиться вдоль «дороги странников» от Крыма через Кавказ до Средней Азии, к востоку от Каспийского моря до Ферганской долины. Вдоль этой линии предполагалось воздвигнуть своего рода «пионерские посёлки для времени большой печали».— Т. Н. Плохотнюк «Российские немцы на Северном Кавказе»
Согласно данным доктора исторических наук Т. Н. Плохотнюк, в конце 70-х — начале 80-х годов XIX века последователи Клётера создали на землях Ставропольской губернии, Кубанской и Терской областей 8 поселений, в том числе колонию Бетель и колонию Гнаденбург, ставшую центром «движения».

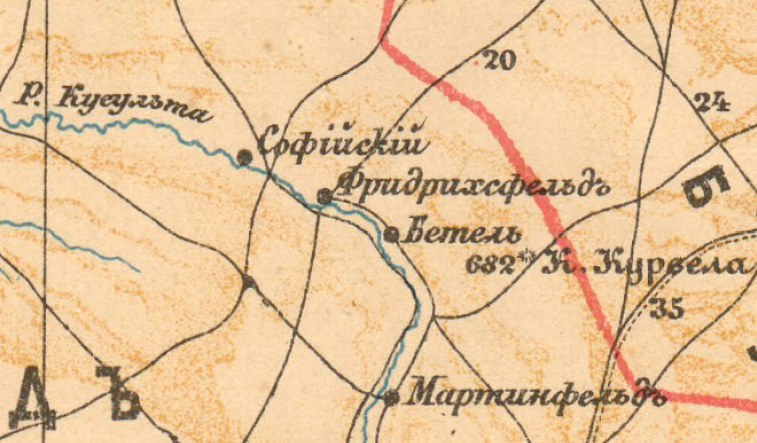
Колонии Мартинфельд, Бетель, Фридрихсфельд и посёлок Софийский на «Дорожной карте Кавказского края 1903 года»

По списку населённых мест Ставропольской губернии на 1889 год, колония Бетель числилась среди поселений, расположенных на землях частного владения, не входящих в надел сельских обществ (волостей). На тот момент в ней было 12 дворов с таким же количеством домов, в которых проживало 79 человек.
Из справочника «Ставропольская губерния в статистическом, географическом, историческом и сельскохозяйственном отношениях» (1897) известно, что в середине 1890-х годов в Бетель насчитывалось 13 дворов с населением 85 человек. Все жители имели свои огороды, где в основном возделывался картофель. Во дворах некоторых колонистов были разбиты сады (одному из них, например, принадлежал виноградник, ежегодно дававший до 30 вёдер вина).
Основными занятиями в колонии являлись земледелие и скотоводство. Немцы выращивали озимую и яровую пшеницу, рожь, ячмень, овёс, просо, лён и горчицу. Озимая пшеница сеялась в больших количествах; средний её урожай составлял 1000 четвертей, хороший — 2500 четвертей. Колонистами применялась шестипольная система хозяйства (нем. Sechsfelderwirtschaft) — с севооборотом, совершающим круг в 6 лет. Сельскохозяйственные работы производились с использованием усовершенствованных земледельческих орудий (машин): в 12-ти дворах имелись косилки, а в 7-ми — по одной веялке (весь необходимый сельскохозинвентарь приобретался в соседней колонии Фридрихсфельд). Скотоводческое хозяйство включало 97 лошадей, 80 голов крупного рогатого скота, 60 овец, 2 козы и 70 свиней.
Зерно и другие продукты земледелия жители колонии Бетель продавали на рынках города Ставрополя и села Петровского. При среднем урожае колонистам удавалось реализовывать до 800 четвертей пшеницы и до 100 четвертей льна, а при хорошем — вдвое больше. В самой колонии торговля не велась и не было никаких «торгово-промышленных заведений».
Кроме жилых домов и хозяйственных построек на территории поселения располагались лютеранский молитвенный дом, возведённый из саманного кирпича, и здание частной школы (основана в 1884 году), строительство которых обошлось местному сообществу в 600 рублей. Аптеки и фельдшера в колонии не было. Услуги почтовой связи колонистам предоставляла Петровская почтово-телеграфная контора.

### XX век
В соответствии со списком населённых мест Ставропольской губернии на 1903 год, колония Иващенкова (Бетель) относилась к Благодатненской волости 2-го стана Ставропольского уезда. В указанном году её население составляло 79 жителей обоего пола, во владении которых находилось 1500 десятин удобной земли:3. По данным 1909 года колония входила в 3-й стан Ставропольского уезда, в ней числились 15 дворов со 108 жителями, 1 торговое и 1 промышленное предприятие. Источниками водоснабжения служили колодцы, вырытые в каждом дворе, родник и пруд:20—21.
После прихода в 1917 году к власти большевиков на территорию Ставропольской губернии распространилась гражданская война, события которой отразились и на жизни населения Бетель:

Во время гражданской войны колония сильно пострадала, была сожжена часть домов и хозяйственных построек. Многие жители покинули Бетель, спасались бегством в места базового расселения немецких колонистов в Северном Причерноморье. <…> К концу 20-х гг. хозяйство колонистов было полностью восстановлено. Без особых издержек здесь была проведена коллективизация. Колхоз в Бетель считался экономически крепким хозяйством и успешно справлялся с планами государственных поставок и дополнительными поборами местных властей.— А. Г. Терещенко «Российские немцы на Юге России и Кавказе»
13 февраля 1924 года Ставропольская губерния вошла в состав Юго-Восточной области (с 16 октября 1924 года — Северо-Кавказского края), а 2 июня того же года была преобразована в Ставропольский округ, объединивший 10 районов. Хутор Иващенко (бывшая колония Бетель) вошёл в состав Золотарёвского сельсовета Виноделенского района (с 1935 года — Ипатовский район):268. Согласно спискам населённых мест Северо-Кавказского края, в 1925 году в хуторе проживало 160 человек, действовала начальная школа. Других учреждений, а также предприятий (например кузниц, маслобоен, мельниц) в населённом пункте не значилось:268—269.
В 1941 году, в ходе депортации этнических немцев с территории СССР, жители Иващенского были высланы на Восток. Всего по итогам операции по выселению немцев Северного Кавказа, проходившей с сентября 1941 года по январь 1942 года в соответствии с постановлением ГКО СССР № 698-сс от 21.09.1941, из Орджоникидзевского края вывезли (преимущественно в Казахскую ССР) около 99,9 тыс. депортантов.
Из материалов, собранных в сводной базе данных «Жертвы политического террора в СССР» общества «Мемориал», известно о восьми жителях хутора Иващенко, репрессированных в 1942—1943 годах. Семь из них были направлены в крупнейший в СССР лагерь принудительного труда для трудмобилизованных российских немцев — ИТЛ Бакалстрой-Челябметаллургстрой:8.
По состоянию на 1 мая 1953 года Иващенский находился в административном подчинении Родниковского сельсовета Ипатовского района, а после того как 8 июня 1954 года Золотарёвский, Родниковский и Софиевский сельсоветы были объединены в Золотарёвский сельсовет, хутор вновь числился в составе последнего. С конца 1950-х годов в нём располагалось одно из отделений совхоза «Софиевский», образованного в апреле 1957 года в результате слияния колхоза им. Хрущёва и Софиевской машинно-тракторной станции.
7 июля 1964 года Указом Президиума Верховного Совета РСФСР хутор Иващенский Ипатовского района Ставропольского края был снят с учёта.

## Население
В 1889 году в Бетель проживало 79 человек (34 мужчины и 45 женщин). Ко второй половине 1890-х число постоянных жителей колонии составляло уже 85 человек (41 мужчина и 44 женщины), число иногородних — 28 человек (17 мужчин и 11 женщин). Коренные жители — «немцы, прусско-подданные»; иногородние — из Херсонской, Самарской и Таврической губерний.
В 1903 году число жителей колонии сократилось до 79 человек. На тот момент она являлась самым малочисленным населённым пунктом в составе Благодатненской волости Ставропольского уезда:3. В 1909 году её население увеличилось до 108 человек (58 мужчин и 50 женщин):20—21.
| Численность населения по годам, чел. | Численность населения по годам, чел. | Численность населения по годам, чел. | Численность населения по годам, чел. | Численность населения по годам, чел. | Численность населения по годам, чел. | Численность населения по годам, чел. | Численность населения по годам, чел. | Численность населения по годам, чел. |
| 1889                                 | 1903:3                               | 1904                                 | 1909:20                              | 1917                                 | 1918:21                              | 1920                                 | 1925                                 | 1926:258                             |
| ------------------------------------ | ------------------------------------ | ------------------------------------ | ------------------------------------ | ------------------------------------ | ------------------------------------ | ------------------------------------ | ------------------------------------ | ------------------------------------ |
| 79                                   | →79                                  | ↗142                                 | ↘108                                 | ↗223                                 | ↘180                                 | ↗190                                 | ↘160                                 | ↗183                                 |

По данным переписи 1916—1917 годов колония Иващенко (бывшая колония Бетель) состояла из 13 дворов, в которых проживало 223 человека (117 мужчин и 106 женщин). Во время гражданской войны в России число жителей колонии уменьшилось по сравнению с указанным периодом (в 1918 году их было 180:21, в 1920 году — 190) и, как отмечает доктор исторических наук А. Г. Терещенко, «за 6 послевоенных лет восстановить довоенный контингент населения не удалось».
В 1925 году в хуторе Иващенко насчитывался 41 двор со 160 жителями (75 мужчин и 85 женщин):268—269. Согласно «Списку населённых пунктов нацмен Ставропольского округа», в указанном году он занимал 16-е место по населению среди включённых в этот перечень 17 иностранных колоний. В 1926 году в хуторе было 85 хозяйств, общее число жителей составляло 183 человека (91 мужчина и 92 женщины), из них 181 (90 мужчин и 91 женщина) — немцы; по численности населения он находился на 8-м месте среди 13 населённых пунктов в составе Золотарёвского сельсовета:258.